# Junior Eldstål
Junior Gunnar Putera Eldstål, född 16 september 1991 i Kota Kinabalu i Sabah, är en malaysisk-svensk fotbollsspelare som spelar för Metropolitan Police.
Eldstål har positionen som defensiv mittfältare. Tidigare spelade han för den malaysiska klubben Sarawak FA och senare med Johor Darul Takzim FC i Malaysia Super League, den högsta serien i Malaysia.

## Biografi
Junior Eldstål är uppvuxen i Sundbyberg i Stockholms län men sedan flyttade familjen till Guildford i Surrey i England. Han är son till Jan Eldstål, ursprungligen från Luleå, och Liza Maswale, ursprungligen från Sabah. Han har två yngre syskon.
Eldstål ansågs som ung även vara en lovande tennisspelare men han valde att satsa på fotbollen och tog sedan plats i Guildford Saints. Efter det spelade han i Burpham Junior FC. Efter att ha gått till Manchester Uniteds ungdomsakademi blev han senare en nyckelspelare i Aldershot F.C.
Junior representerar för tillfället bolaget NikeMY för att lansera deras varumärke.

## Klubbkarriär
Han spelade med Aldershot FC 2004-2007 och därefter med Farnborough F.C 2008-2011. När han blev 19 togs han ut till UWE Hartpury College Football Academ. Där har han medverkat i ett utökat program, inklusive fysioterapi, för att förstärka sin uthållighet och styrka. Han här även tilldelats Sports Achievement Award av UWE Hartpury. Under hans tid i Hartpury spelade han fotboll på universitet vid sidan av att han spelade med Slimbridge AFC i Hellenic Football League.

### Sarawak FA
I april 2013 skrev Eldstål under sitt första professionella kontrakt tillsammans med Sarawak FA och gjorde sin debut i andra halvlek tillsammans med laget den 17 april 2013 i FA Cup Malaysia då de segrade med 2-0 mot Kelantan FA. Under Eldståls tid i klubben Sarawak FA hjälpte han dem att vinna lagets första premier league-seger på 16 år.
År 2014 återvände Sarawak FA till i den malaysiska superligan. Eldstål erbjöds nytt kontrakt. Detta kontrakt skulle även betyda att Eldstål blir kvar i laget resten av säsongen 2014. Debuten i serien blev dock förhindrad på grund av skada. Eldstål skadade ryggen i september 2013 och följderna blev en operation i november följt av två månaders rehabiliteringsprogram.
Hans fullföljande start för säsongen tog plats i mars och Eldstål visade återigen vilken betydelse han hade i laget då han levererar ett flertal målgivande passningar åt hans lagkamrater. Den 14 april 2014 spelade Eldstål en makalös match och avgjorde matchen med 3-2 och därmed segrade hemmalaget mot ATM FA.
Härnäst avslutade Eldstål 2013-2014 säsong med 55 framträdanden i alla matcher och visade sin höga klass av färdigheter och teknik med oöverträffliga krossbollar och passningar under hela säsongen.

### Johor Darul Takzim FC
Den 11 november 2014 uttalade Eldstål att han hade signerat ett kontrakt med en av topplagen i sydöstra Asien. Johor Darul Ta'zim FC som laget heter tillsammans med tränaren Bojan, spelar i den Malaysiska superligan 2015
Eldstål blev omedelbart en av de elva startande under försäsongens träningsmatcher mot JDT II, PKNS och Penang.

## Internationell karriär
I juli 2013 blev Eldstål kallad till att delta i det nationella seniorlaget för World University Games i Kazan, dock blev det en del problem med registreringen då han inte skulle hinna bli registrerad i tid till turneringen.
Den 11 juli 2013 blev Eldstål för första gången uttagen i landslaget. Vid senare tillfälle blev han uppringd med en förfrågan om att vara med i träningsmatcher mot Chelsea FC och FC Barcelona, spelandes i den malaysiska huvudstaden Kuala Lumpur.
Den 7 september 2013 tog Eldstål en plats i Malaysias U-23-lag, detta i en match mot Singapore. Han lyckades även göra sitt första mål för landslaget den 14 september 2013 i Merdeka cup-finalen mot Myanmar. Malaysia besegrade Myanmar med 2–0 på Darul Makmur Stadium, vilket avslutades med ett mål i den 90:e minuten av Eldstål.
I september 2014, bestämde sig Ong Kim Swee att Eldstål skulle bli hans sista man för landslaget i U-23-truppen i Asian Games 2014. Laget hamnade i grupp A i turneringen i Incheon, Sydkorea. Truppen spelande endast två matcher i turneringen, bland annat en förlust med 0-3 mot hemmalagaet Sydkorea. Eldstål kom att missa den andra omgången av spel mot Laos som de vann över med 4-0. Detta på grund av en mindre skada i vaden. Med endast två spelande matcher i turneringen lyckades Malaysia avsluta med en tredje plats i turneringen efter att ha blivit utslagna i samma veva med att de förlorade med 0-3 mot Saudarabien den 21 september.